# ランツ
ランツ（バスク語: Lantz）またはランス（スペイン語: Lanz）は、スペイン・ナバーラ州のムニシピオ（基礎自治体）。公式名はバスク語のLantz（ランツ）。ナバーラ州は3つの言語圏を設定しており、ランツはスペイン語とともにバスク語も公用語に指定されている「バスク語圏」に含まれている。

## 地理
ランツはナバーラ州北部のメリディオナレス谷に位置しており、標高は629m、面積は16.88km2である。北側でバスタンと、東側と南側でアヌエと、西側でウルサマと自治体境界を接している。
ナバーラ州の州都パンプローナの北25kmの山地にあり、17世紀・18世紀に遡るバスク地方特有の構造を持つ家々が残るほか、家々の軒先には魔除けやお護りの彫刻がみられる。住民は概して農業や牧畜業に携わっているが、都市部に流出する人口も多い。

## 祭礼
- 謝肉祭の月曜日・火曜日 : ランツの謝肉祭（ミエル・オチン）

### ランツの謝肉祭
ナバーラ州には個性豊かな謝肉祭が多いとされるが、中でもランツの謝肉祭（ミエル・オチン）は「民間伝承とキリスト教化の融合の典型例」として評価が高い。ランツはスペイン＝フランス国境に近い街道筋にある村であり、民俗学者のフリオ・カロ・バロハはミエル・オチンが19世紀にこの地を荒らした盗賊を模しているのではないかと考察している。
1920年代-1930年代、ランツの謝肉祭はその名を知られていたが、スペイン内戦が勃発した1936年には、カトリック教会の教皇至上主義者によって信仰上・道徳上危険な祭りであるとして禁止された。フランコ体制が終了して民主化の時代を迎えると、ランツの謝肉祭は住民やカロ・バロハの尽力などもあって次の世代に引き継がれている。

## 人口
| ランツの人口推移 1900－2001                             |
|                                                         |
| 出典:INE（スペイン国立統計局）1900年 - 1991年、1996年 - |

## 政治
民主化が進められた1979年以降、ランツ議会の定数は5である。
| 在任期間  | 名前                               | 政党 |
| --------- | ---------------------------------- | ---- |
| 1979-1983 |                                    |      |
| 1983-1987 |                                    |      |
| 1987-1991 |                                    |      |
| 1991-1995 |                                    |      |
| 1995-1999 |                                    |      |
| 1999-2003 |                                    |      |
| 2003-2007 |                                    |      |
| 2007-2011 | ダビド・マリニェラレーナ・サラレギ | AML  |
| 2011-2015 | ダビド・マリニェラレーナ・サラレギ | AML  |
| 2015-     |                                    |      |